# Tarsiger
Tarsiger es un género de aves paseriformes perteneciente a la familia Muscicapidae. 

## Especies
Contiene las siguientes especies:
- Tarsiger indicus — ruiseñor cejudo;
- Tarsiger hyperythrus — ruiseñor pechirrufo;
- Tarsiger johnstoniae — ruiseñor de Formosa;
- Tarsiger cyanurus — ruiseñor coliazul;
- Tarsiger rufilatus — ruiseñor del Himalaya;
- Tarsiger chrysaeus  — ruiseñor dorado.